# یان یوهانسن
یان یوهانسن (انگلیسی: Jan Johansen؛ زادهٔ ۳ دسامبر ۱۹۴۴) قایقران کانو اهل نروژ بود.
وی در مسابقات کشوری و بین‌المللی در مجموع برندهٔ ۳ مدال طلا، ۳ مدال نقره، ۱ مدال برنز شده‌است.